# Bir Boł

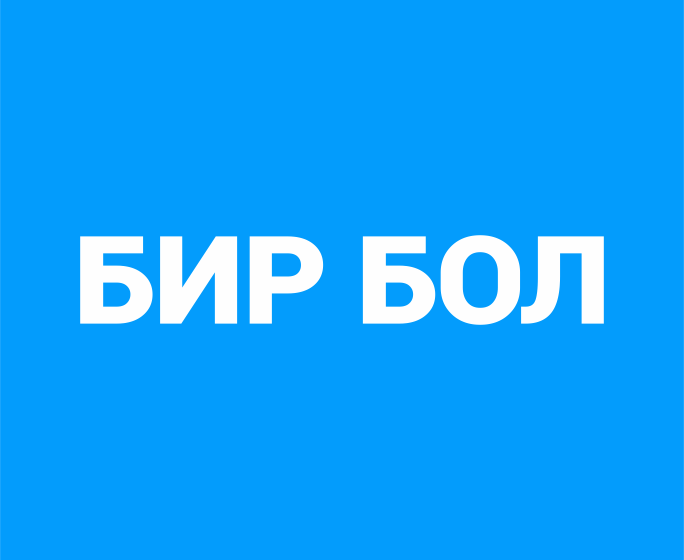

Partia polityczna narodowej jedności i patriotyzmu Bir Boł (Razem) (kirg. Бир Бол мамлекеттик биримдик жана мекенчилдик саясий партиясы) – kirgiska liberalna partia polityczna. Obecnym liderem jest Ałtynbek Syłajmanow. 

## Historia
Partia została założona 28 czerwca 2010 roku jako Liberalno-demokratyczna partia Bir Boł. Na drugim zjeździe partii, który miał miejsce 16 listopada 2013 roku w Biszkeku zostały przyjęte założenia programowe w świetle których będzie ona występowała przeciwko rozbiciu kraju na regionu, natomiast wspierać będzie odnowę społeczeństwa. Zmieniona została również nazwa ugrupowania na Политическая партия Государственного единства и патриотизма Бир Бол (kirg. Бир Бол Мамлекеттик биримдик жана мекенчилдик саясий партиясы; pol. Partia polityczna Narodowej jedności i patriotyzmu Bir Boł). Do ruchu przyłączyli się wtedy m.in. ówcześni deputowani do Rady Najwyższej: z partii Respublika Ałtynbek Syłajmanow i Ischak Pirmatow, Marat Sułtanow z Ata Dżurt, a także były  premier Igor Czudinow. Liczył wtedy około 7 tysięcy członków.
W przeprowadzonych 18 sierpnia 2013 roku wyborach do karasuuskiego miejskiego keneszu ugrupowaniu udało się zdobyć 766 głosy co przełożyło się na 4 mandaty. 13 kwietnia 2014 roku udało wprowadzić się mu 3 deputowanych do Toktogułskiego miejskiego keneszu. W wyborach parlamentarnych w 2015 roku frakcja zdobyła 8,36% głosów co przełożyło się na 12 miejsc w Radzie Najwyższej.